# کنگری (جیرفت)
کنگری (جیرفت)، روستایی از توابع بخش ساردوئیه شهرستان جیرفت در استان کرمان ایران است.

## جمعیت
این روستا در دهستان ساردوئیه قرار دارد و براساس سرشماری مرکز آمار ایران در سال ۱۳۸۵، جمعیت آن ۱۲۶ نفر (۲۶خانوار) بوده است.